# Rhinella azarai
Espèce
Synonymes
- Bufo granulosus azarai Gallardo, 1965

Rhinella azarai est une espèce d'amphibiens de la famille des Bufonidae.

## Répartition
Cette espèce se rencontre :
- dans le nord de l'Argentine dans la province de Misiones ;
- dans l'est du Paraguay ;
- dans le sud du Brésil dans les États du Mato Grosso et du Mato Grosso do Sul.

## Étymologie
Cette espèce est nommée en l'honneur de Félix de Azara.

## Publication originale
- Gallardo, 1965 : The species Bufo granulosus Spix (Salientia: Bufonidae) and its geographic variation. Bulletin of the Museum of Comparative Zoology, vol. 134, p. 107-138 (texte intégral).